# Синефрін
Синефрин, або, точніше, p-синефрин, є алкалоїдом, який  зустрічається в деяких рослинах і тваринах, а також входить до складу лікарських препаратів (наприклад,  його m-заміщений аналог, відомий як нео-синефрин).  Ця речовина присутня в дуже низьких концентраціях у звичайних харчових продуктах, таких як апельсиновий сік та інші цитрусові  продукти.  Екстракти плодів деяких цитрусових або очищений синефрин також продаються в США, іноді в поєднанні з кофеїном, як дієтичні добавки для перорального споживання, що сприяють зниженню ваги.  Як фармацевтичний засіб м-синефрин (фенілефрин) все ще використовується як симпатоміметик (через його гіпертензивні та вазоконстрикторні властивості), переважно у вигляді ін’єкцій для лікування невідкладних станів, таких як шок, і іноді перорально для лікування бронхіальних проблем, пов’язаних з астмою і сінною лихоманкою. 
Важливо розрізняти дослідження, що стосуються синефрину як єдиної хімічної речовини (синефрин може існувати у формі будь-якого з двох стереоізомерів, d- та l-синефрину, які відрізняються хімічно та фармакологічно), і синефрину, який змішується з іншими препаратами. та/або міститься у складі рослинних екстрактів. Суміші, що містять синефрин лише як один із хімічних компонентів (незалежно від того, чи мають вони синтетичне чи природне походження), не обов'язково справляють такі ж біологічні ефекти, як синефрин окремо.
Синефрин є безбарвною кристалічною твердою речовиною, розчинною у воді. Його молекулярна структура базується на скелеті фенетиламіну та пов’язана з структурою багатьох інших лікарських засобів і з основними нейромедіаторами адреналіном і норадреналіном.

## В природі
Хоча синефрин уже відомий як синтетична органічна сполука, вперше він був виділений як природний продукт із листя різних цитрусових дерев, і його присутність у різних цитрусових соках відзначена Стюартом та його співробітниками на початку 1960-х років.  У 1970 році Вітон і Стюарт опублікували дослідження розподілу синефрину серед вищих рослин. Згодом він був виявлений у видів Evodia та Zanthoxylum, усіх рослин родини Rutaceae.
Слідові рівні (0,003%) синефрину також були виявлені в висушеному листі Pogostemon cablin (пачулі, Lamiaceae). Він також зустрічається в деяких видах кактусів родів Coryphantha і Dolichothele.

### Уцитрусових
Повідомлялося, що екстракти незрілих плодів азіатських сортів Citrus aurantium (широко відомого як «гіркий» апельсин), зібраних у Китаї, містять рівні синефрину приблизно 0,1–0,3%, або ~1–3 мг/г; Аналіз сушених плодів C. aurantium, вирощених в Італії, показав концентрацію синефрину ~1 мг/г, причому шкірка містить утричі більше, ніж м’якоть.
Солодкі апельсини сортів Tarocco, Naveline і Navel, куплені на італійському ринку, містять ~13–34 мкг/г (що відповідає 13–34 мг/кг) синефрину; на основі цих результатів було підраховано, що вживання одного «середнього» апельсина Tarocco призведе до споживання ~6 мг синефрину.

### У людини та інших тварин
Низькі рівні синефрину були виявлені в нормальній людській сечі, а також в інших тканинах ссавців.

### Стереоізомери
Синефрин існує у вигляді двох енантіомерів, біологічні ефекти котрих різні.

### Біосинтез
Вважається, що біосинтез синефрину у видів цитрусових відбувається за таким шляхом: тирозин → тирамін → N-метилтирамін → синефрин, за участю ферментів тирозиндекарбоксилази на першому етапі, тирамін-N-метилтрансферази на другому та N-метил-тирамін-β-гідроксилаза в третій. Цей шлях відрізняється від того, який, як вважають, відбувається у тварин і включає октопамін : тирамін → октопамін → синефрин, де перетворення тираміну в октопамін відбувається за допомогою дофамін-β-гідроксилази, а перетворення октопаміну в синефрин - за допомогою фенілетаноламін-N-метилтрансферази.

## Фармацевтичне використання
Як синтетична  лікарська речовина синефрин вперше з'явився в Європі наприкінці 1920-х років під назвою Sympatol. Одна з перших статей, що описує його фармакологічні та токсикологічні властивості, була написана Лашем, який отримав його від віденської компанії Syngala.. В 1930 році Рада з фармацевтики та хімії Американської медичної асоціації прийняла синефрин для включення в свій список «нових і неофіційних засобів» як засіб для лікування, як перорального, так і парентерального., "від нападів сінної лихоманки, астми, кашлю, спазмів астми та коклюшу (коклюшу)". Однак синефрин був виключений зі списку Ради в 1934 році.
Опублікований у 1966 році Підручник органічної медичної та фармацевтичної хімії описав синефрин (у формі його рацемічного тартрату) як симпатоміметичний засіб, який був «менш ефективним, ніж адреналін», і який використовувався для лікування хронічної гіпотензії, колапсу внаслідок до шоку та інших станів, що призводять до гіпотонії. У пізнішому підручнику (1972 р.) синефрин був описаний як препарат, що продається в Європі, який застосовували в ситуаціях, пов’язаних із шоком, таким як хірургічний або бактеріємічний шок, а також шок, пов’язаний із спинномозковою анестезією.

## Хімія

### Властивості
З точки зору молекулярної структури, синефрин має скелет фенетиламіну з фенольною гідроксигрупою, спиртовою гідроксигрупою та N -метильованою аміногрупою. Крім того, синефрин можна описати як фенілетаноламін з N -метильним і п -гідроксизамісником. Аміногрупа надає основні властивості молекулі, тоді як фенольна група –OH є слабокислою: уявні (див. оригінальну статтю для обговорення) pK a s для протонованого синефрину становлять 9,55 (фенольний H) і 9,79 (амонієвий H).
Звичайними солями рацемічного синефрину є його гідрохлорид C 9 H 13 NO 2. HCl, т.пл 150–152°, оксалат (C 9 H 13 NO 2) 2. C2H2O4 , т.пл 221–222 °C, і тартрат (Sympatol), (C 9 H 13 NO 2) 2. C4H6O6 , т.пл 188–190 °C.
Наявність гідроксигрупи на бензиловій С молекули синефрину створює хіральний центр, тому сполука існує у формі двох енантіомерів, d- та l-синефрину, або як рацемічна суміш, d,l-синефрину. Правообертальний d-ізомер відповідає (S)-конфігурації, а лівообертовий l-ізомер – (R)-конфігурації.
Визначено рентгенівську структуру синефрину.

## Уточнення
1. ↑  Synephrine does however not appear in the current FDA "Orange Book" or the 2012 Physicians' Desk Reference.